# Perizoma affinis
Perizoma affinis là một loài bướm đêm trong họ Geometridae.